# سيرغي دونسكوي
سيرغي إيفيموفيتش دونسكوي(بالروسية: Сергей Ефимович Донской) هو وزير الموارد الطبيعية والبيئة لروسيا الإتحادية.

## حياته
ولد عام 1968 في إيليكتروستال، وأنهى عام 1992 معهد غوبكين للنفط والغاز، ثم عمل مهندسا في مختبر الأنظمة المؤتمتة في مكتب " غاز بريبور أفتوماتيكا" للتصاميم.
في أعوام 1996 – 1998 عمل محللا رئيسيا في شركة "بريما إنفيست".
وعُيِّن عام 1999 مستشارا في إدارة الاتفاقيات وتقسيم المنتجات في وزارة الوقود والطاقة لروسيا الاتحادية ، ثم تولى منصب رئيس الإدارة في الوزارة.
وانتقل عام 2000 إلى شركة "لوكويل" للنفط حيث تولى تسيير الأمور المالية والاستثمارية.
وعام 2005 عُيِّن في منصب رئيس إدارة الاقتصاد والأموال في وزارة الموارد الطبيعية الروسية، ثم تولى منصب وكيل الوزير.
وفي 21 مايو/أيار عام 2012 عُيِّن بمنصب وزير الموارد الطبيعية والبيئة في حكومة دميتري مدفيديف.